# Lyon County Courthouse (Nevada)
Das Lyon County Courthouse ist das Courthouse des Lyon County und steht in Yerington, Nevada. Es ist als Baudenkmal im National Register of Historic Places eingetragen. 

## Architektur
Das Courthouse steht auf einem Grundstück von ca. 0,56 Hektar Größe und ist im Beaux-Arts-Stil erbaut. Das dreistöckige Gebäude hat eine Fläche von ca. 27 × 24 m und verfügt über 1670 m2 Büroräume. Es steht auf einem Betonfundament, das die Ziegelsteinstruktur trägt. Die Fenster- und Türrahmen der Außenfassade sowie die Säulen sind aus Terrakotta, während das Gebälk des Portikus aus Holz besteht. Das Gesims des Gebäudes ist aus Zinnblech gearbeitet. Die Symmetrie der Frontfassade ist typisch für die Gattung öffentlicher Gebäude in Amerika, die sich stilistisch an die Römische und Griechische Architektur anlehnen. Durch die Textur der Fassade und deren überdimensionierten Zierschmuck wirkt das an sich relativ kleine Courthouse größer.

## Geschichte
Bis 1910 lag der Verwaltungssitz des Lyon County in Dayton. Der wirtschaftliche Niedergang dieses Ortes sowie die Zerstörung des dortigen Courthouses durch ein Feuer führten zu Konkurrenz aus Yerington um den County Seat. Die Ausweitung des Bergbaus im nahegelegenen Mason Valley führte schließlich dazu, dass das neue Courthouse in Yerington gebaut wurde.
Das Lyon County Courthouse wurde in den Jahren 1911–12 nach Entwürfen des Architekten Frederic Joseph DeLongchamps errichtet. Die Baukosten betrugen 35.000 US-Dollar. Im Jahr 1936 wurde der heutige Westflügel ergänzt.
Das Lyon County Courthouse wurde am 24. März 1983 in das National Register of Historic Places aufgenommen.